# 소비자 물가지수
소비자 물가지수(消費者 物價指數, consumer price index, CPI)는 가정이 소비하기 위해 구입하는 재화와 용역의 평균 가격을 측정한 지수다. 국가의 통계 기관에서 계산한 물가지수(price index)의 일종이다. 소비자물가지수의 변동률로 인플레이션을 측정할 수 있다. 소비자물가지수를 이용해 급여(wage), 봉급(salary), 연금, 물가를 연동시켜 인플레이션의 영향을 조정할 수 있다. 소비자물가지수는 인구 조사, 등과 함께 국가의 기본적인 경제 통계이다.
이론적으로는 생계비 지수와 동일하게 간주된다. 소비자가 구입하는 소비재나 용역 등 일정 범위의 세대의 소비생활에서 나타나는 물가 수준의 변동을 측정하기 위하여 쓰이는 물가지수이다.

## 같이 보기
- GDP 디플레이터
- 불환 화폐
- 국내 총생산

## 참고 문헌
- 이 문서에는 다음커뮤니케이션(현 카카오)에서 GFDL 또는 CC-SA 라이선스로 배포한 글로벌 세계대백과사전의 "소비자물가지수" 항목을 기초로 작성된 글이 포함되어 있습니다.